# Dictyophara timorina
Dictyophara timorina är en insektsart som beskrevs av Victor Lallemand 1935. Dictyophara timorina ingår i släktet Dictyophara och familjen Dictyopharidae. Inga underarter finns listade i Catalogue of Life.